# Steel Aréna
Die Steel Aréna (voller Name: Steel Aréna – Košický štadión Ladislava Trojáka) ist eine Mehrzweckhalle im Stadtteil Juh der zweitgrößten slowakischen Stadt Košice, die hauptsächlich als Eissporthalle genutzt wird. Sie befindet sich auf der Nerudova-Straße, rund einen km südwestlich des St.-Elisabeth-Doms. Die Halle bietet gegenwärtig 8.347 Sitzplätze und 40 Logen. Der das Dach tragende Bogen hat eine Länge von 133,8 m. Unter der Hallendecke hängt ein Videowürfel mit vier großen LED-Bildschirmen und vier kleineren LED-Bildschirmen sowie zwei LED-Ringen über und unter den großen Anzeigen.

## Geschichte
Die Geschichte der Eishalle beginnt mit der Eröffnung einer öffentlichen Eisfläche im Jahr 1868. Sie wurde im Herbst 1964 überdacht. Das letzte Spiel im alten Eisstadion fand am 29. März 1996 statt. Danach wurde mit einem Umbau begonnen, der allerdings 1998 aus finanziellen Gründen gestoppt wurde. Erst im April 2005 wurden die Bauarbeiten fortgesetzt; die feierliche Eröffnung erfolgte am 24. Februar 2006. Die Halle trägt den Namen des Hauptsponsor des hier spielenden Eishockeyklubs HC Košice, U. S. Steel Košice sowie den Namen von Ladislav Troják, der als erster Slowake Mitglied der tschechoslowakischen Nationalmannschaft wurde sowie 1947 erster slowakischer Weltmeister wurde.
Die Steel Aréna war neben dem Zimný štadión Ondreja Nepelu in der Hauptstadt Bratislava Austragungsort der Eishockey-Weltmeisterschaft der Herren 2011. Bei der Weltmeisterschaft 2019 fungieren die beiden Hallen wieder als Spielstätten des Turniers. Ebenfalls 2019 ist die Halle vom 14. bis 22. Juni als Austragungsort der Streethockey-Weltmeisterschaft vorgesehen. Im Januar 2022 soll die Handball-Europameisterschaft in Ungarn und der Slowakei stattfinden. In Košice sollen Vorrundenspiele des Turniers ausgetragen werden.

## Galerie

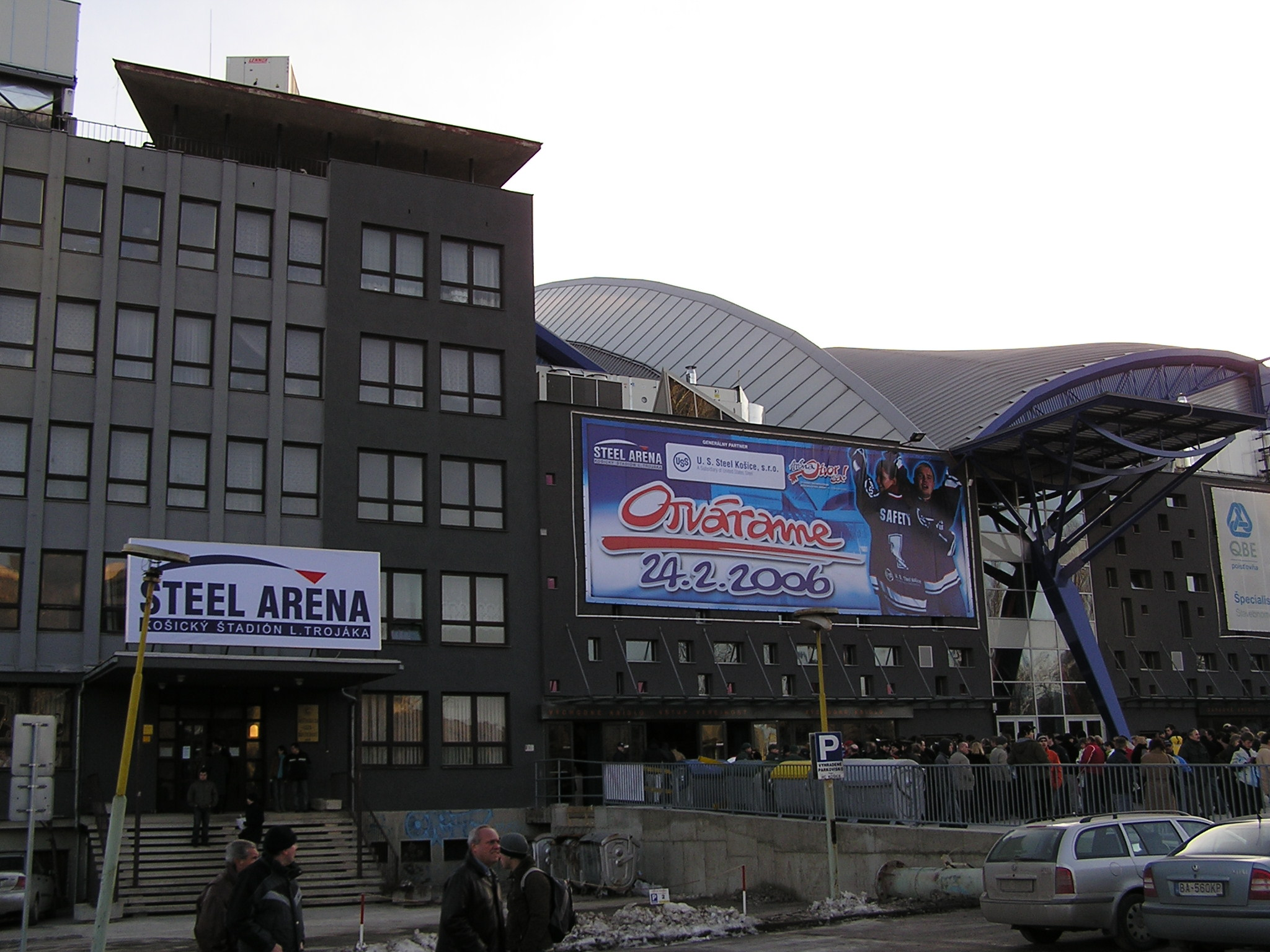
Außenansicht
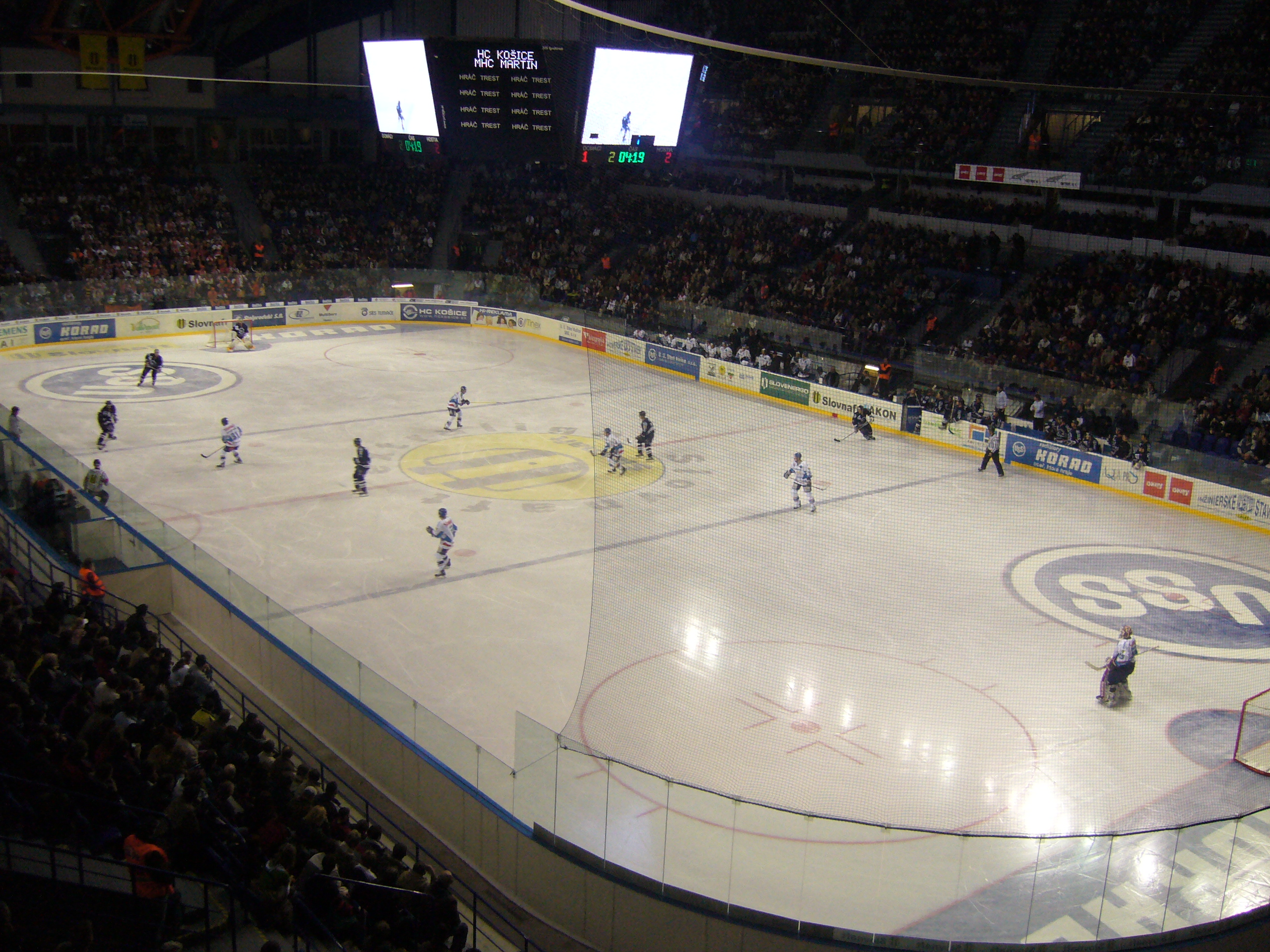
Innenansicht der Steel Aréna
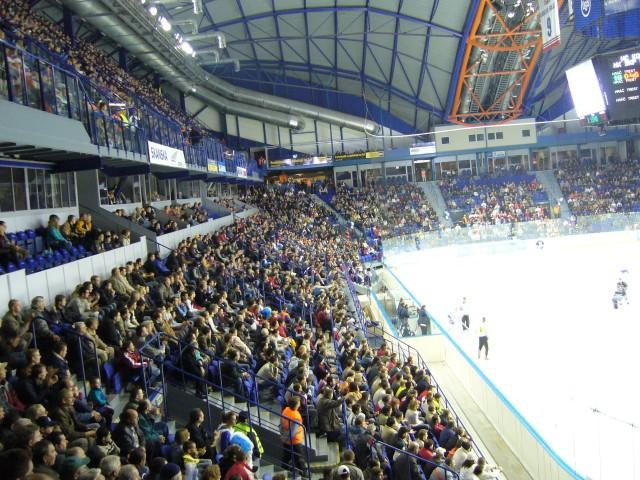
Tribüne auf der Ostseite
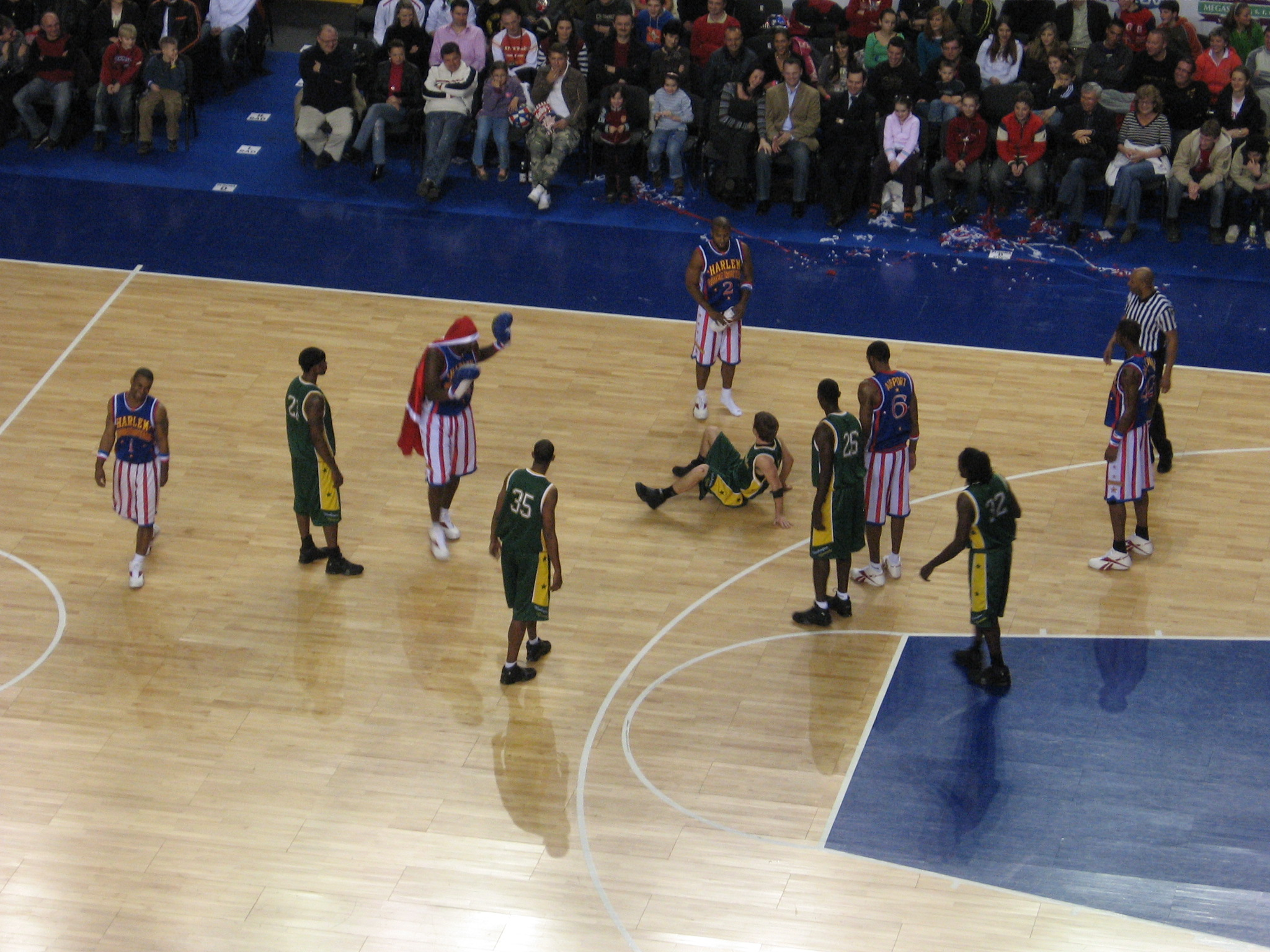
Die Harlem Globetrotters in der Steel Aréna